# Глобула (астрономія)
Гло́були (від лат. globulus — «кулька») — в астрономії, невеликі (діаметром 0,05 — 0,20 пк) темні газопилові туманності, що виразно виділяються на тлі світлих туманностей або на тлі зір. Часто бувають оконтурені світлим обідком (римом).
За морфологічними ознаками поділяються на такі групи:
- Кометарні глобули
- Слонячі хоботи
- Глобули Бока